# Andrés Veramendi
Andrés Veramendi (Lima, 20 de enero de 1977) es un tenor lírico peruano.
Gran tenor lírico spinto, peruano. Con amplia trayectoria artística internacional, cuya voz inconfundible y potente, inicia sus actividades a finales de los 90s,.
Realiza actividades pedagógicas musicales de canto lírico e impostación de la voz, oratoria y declamación oral, para la mejora de la articulación, colocación y corrección vocal. 
Finalista del concurso internacional de Canto lírico Operalia 2003 de Plácido Domingo, realizado en Suiza, Austria y Alemania.
Debutó en el rol de Alfredo Germont en La Traviata, el 2009 en el Teatro Municipal de Santiago de Chile bajo la dirección de José Luis Domínguez y la regie de Jean Lois Grinda. En 2011 participó en Bilbao para ABAO en Macbeth, una producción de la Opéra National du Rhin y la Opera de Monte-Carlo, bajo la regie de Louis Desire y la dirección de Donato Renzetti. Nuevamente en el Teatro Municipal de Santiago de Chile, en Tosca, como Cavaradossi bajo la regie de Francesco Maestrini y la dirección de José Luis Domínguez y Pedro Pablo Prudencio. Debuta como Rodolfo en La Boheme (Puccini) en el Teatro Municipal de Lima, bajo la regie de Carlos Palacios y dirección de Emmanuel Siffert . En Argentina (2012), participa en la zarzuela Doña Francisquita como Fernando, en el Teatro Argentino de La Plata, bajo la regie de Jaime Martorell y la dirección de Guillermo Brizzio. Debuta en el Teatro de la Zarzuela (Madrid), como Paco en La Vida Breve de Manuel de Falla, una producción del Theatre Royal La Monnaie/De Munt de Bruselas y Theater Basel de Basilea, con regie de Wendelin Lang, Herbert Wernicke y dirección de Juanjo Mena y Guillermo García Calvo. Debuta como Radamés en Aida en el Auditorio Nacional de Madrid, con la Orquesta Clásica Santa Cecilia y dirección de Cristóbal Soler. Debuta en el Teatro Real (Madrid) con Norma, de Bellini, con dirección musical de Massimo Zenetti. Posteriormente, en Madama Butterfly en el Teatro Ópera Nacional de Donetsk de Ucrania.
Debuta en el Teatro San Carlos de Lisboa en la Temporada 2013 con La Traviata de Giuseppe Verdi, bajo la regie de Francesco Espósito. Ha cantado el Requiem de Verdi en el Auditorio Nacional de Madrid bajo la dirección de Thomas Sanderling. 2014 Debuta en Francia - Paris en la Opera de Massy como Alfredo de La Traviata bajo la dirección musical del maestro Dominique Rouist regie de Roberta Matelli . Debuta el rol de Manrico de Il Trovatore de Verdi en el Teatro Cervantes de Málaga con la Orquesta Filarmónica de Málaga bajo la dirección musical del maestro Miquel Ortega Pujol y la regie del maestro Ignacio García. y Debuta con gran éxito la Opera Turandot el rol de Calaf para ABBAO regia de Nuria Espert y dirección musical de Jhon Mauceri. Producción: ABAO-OLBE, Gran Teatre Liceu y Théâtre du Capitole, Realiza un concierto gala zarzuela en Rumania- con la Orquesta Nacional del Estado de Transilvania bajo la dirección de Oliver Diaz, recientemente ha obtenido un gran éxito en el Homenaje a Maria Callas en Atenas Grecia en el Odeon Herodes Attticus, interpretando arias de Puccini junto a destacadas estrellas de la Lírica actual. En Lima Perú - en el Gran Teatro Nacional participa en La del Soto del Parral como Miguel, bajo regia de Ignacio García y dirección musical de Oliver Diaz . Doña Francisquita en Gran Teatro Nacional bajo la dirección musical de Oliver Diaz en el Gran Teatro Nacional, también Turandot bajo la dirección escénica de Rodrigo Navarrete y musical de Matteo Pagliari. 
2015. Durante la Gala del Concierto de Año Nuevo en el Teatro Real de Madrid, bajo la dirección musical de Kynan Jones, Opera De Cataluña - Sabadell Barcelona Turandot, Orquesta Sinfónica de Valles, dirigida por Daniel Gil Tejada. Tuvo en agenda en Lima Madama Butterfly / Doña Francisquita en el Gran Teatro Nacional. La Traviata en Bogota, Recital Gala Concierto en Barcelona “Circulo Amigos del Teatro Liceu”. 
2016 Salome de Strauss en La Coruña, M.Butterfly (Pinkerton) Opera De Cataluña y Doña Francisquita en el GTN.
2017 La Traviata en Jordania en el festival de la opera de Amman 2018 - Rigoleto (Ducca) en Chendu / China Carmen en Alemania el rol de don Jose DOMSTUFEN-FESTSPIELE IN ERFURT.
2018 Production- Theather Erfurt - Dirigent Samuel Bächli, bajo la regie de Guy Montavon. Gala concierto en Kazajistan. La Boheme en el teatro municipal de Lima con Romanza.
2022 - 2023 realizó concierto lírico popular junto al artista Vasco Madueño en el recital Andres Veramendi “un solo sentimiento”
Participación en el concierto lírico virtual organizado por el ministerio de cultura , por el aniversario del gran teatro nacional conmemorando los 8 años de su creación junto con destacados artistas líricos nacionales
interpretación del himno nacional del Perú en el partido “Perú vs Ecuador realizado en el estadio nacional. Realiza eventos musicales interpretando repertorio peruano y popular en diversas entidades corporativas como en brisas del titicaca, estación de barranco , cocodrilo verde. asi como para la municipalidad de miraflores , un concierto al aire libre por el dia de la madre en el balcón municipal de Miraflores.

Ha logrado alternar con diversos artistas de renombre en diferentes teatros en el mundo como Ainhoa Arteta, Juan Diego Flórez, Roberto Frontalli, Verónica Villarroel, Daniela Barcellona, Lucia Aliberti, Sonia Ganassi, Violeta Urmana, Walter Fracarro, Carlo Colombara, Miki Mori, Luis Cansino, Juan Jesus Rodríguez, Isabel Rey,  entre otros. Ha sido dirigido por grandes directores como Donatto Renzetti, Jose Miguel Pérez Sierra, Juanjo Mena, Martin André, Michele Mariotti, Miguel Harth-Bedoya, Miquel Ortega Pujol, Eduardo García Barrios, Sergio Alapont, Daniel Gil Tejada, Lorenzo Tazzieri, Thomas Sanderling, Massimo Zanetti, Gioelle Mugialdo, Tulio Gagliardo, Valerio Galli, Denis Kolobok, Enrique Ricci, Jhon Mauceri, Juan de Udaeta, Pascual Osa, Ivan Del Prado, Cristóbal Soler, José Luis Domínguez, Emmanuelle Siffert, Guillermo García Calvo, Carlos Vieu y Espartaco Lavalle. Y por directores de escena como Ignacio García, Didier Flamand , Massimo Gasparon, Jean Lois Grinda, Louis Desire, Francesco Maestrini, Jaime Martorell, Francesco Esposito, Wendeling Lang, Rolando Panerai, Vivien Hewit, Massimo Gasparon, Carlos Fernández de Castro, Luigi Alva entre otros. 
Veramendi es un tenor lírico puro, asumiendo roles dentro de su vocalidad en óperas de compositores como Donizetti, Verdi y Puccini. En 2010 fue elegido como una de las 18 personalidades artísticas jóvenes del año en el Perú según la revista Cosas. En 2012 participó en el homenaje a la Universidad de Lima por su 50 aniversario. Hizo la Novena Sinfonía en Fort Worth, Texas , bajo la dirección de Miguel Hart y en Argentina Doña Francisquita en el Teatro Argentino de la Plata bajo la dirección escénica de Jaime Martorel y la Dirección musical de Guillermo Brizzio. Debutó en el Teatro de La Zarzuela de Madrid en el papel de Paco en “La Vida Breve” y “El Amor Brujo”, ambas de Manuel de Falla, en el Teatro de la Zarzuela de Madrid. La producción fue del Theatre Royal La Monnaie/De Munt de Bruselas y del Theater Basel de Basilea, con dirección musical de los maestros Juanjo Mena y Guillermo García Calvo.

## Críticas
Sus actuaciones en 2011 en España han sido muy bien recibidas por la crítica. Entre ellas se puede destacar el siguiente párrafo: "Destacó la noble actuación del joven tenor Andrés Veramendi, un Pinkerton con voz de muchos quilates al que cabe desear que pueda mejorar en el plano dramático"... C. Arribas, en Ópera Actual de diciembre de 2011, escribió: " Andrés Veramendi agradó por su bello color vocal, buena impostación en todos los registros y elegante fraseo, destacando en el "Nessun Dorma" pucciniano y en el bis "Hasta la guitarra llora". 
Mario Córdova escribe en la revista Tiempo Libre respecto a Tosca en Chile Teatro Municipal de Santiago de Chile: "el Peruano Andrés Veramendi. Su timbre lírico es muy atractivo y sirve con éxito todos los requerimientos del rol, entre ellos los esperados agudos y la celebérrima E lucevan le stelle.
Luisa Fernanda en Perú Teatro Municipal de Lima 
"En un rol que le es muy familiar desde los inicios de su carrera, el del Coronel Javier Moreno, se presentó el joven y consagrado tenor peruano Andrés Veramendi, quien hizo gala de la gran calidad de su voz y mostró notables progresos en el aspecto escénico. Carlos Corzo - Andrés Veramendi estuvo estupendo como Javier Moreno, y sobre el resto del elenco Opera Perú".
Doña Francisquita - Teatro Argentino de la Plata - Argentina 2012 
El tenor Andrés Veramendi ha obtenido un gran éxito en su interpretación de Fernando, en “Doña Francisquita” de Amadeo Vives. La obra ha sido presentada en el Teatro Argentino de La Plata el pasado mes de mayo dentro de su Temporada de Opera 2012. El público premió calurosamente su actuación y la crítica ha destacado también la gran actuación del cantante. “Como Fernando, el tornadizo enamorado, se destacó Andres Veramendi”. (El Día – Mario F. Vivin). “La voz de muy definido color y segura emisión del tenor peruano Andrés Veramendi, que ofreció un Fernando poco menos que ideal.” (La Nación - Juan Carlos Montero).
Manon Lescaut - Teatro de la Maestranza Sevilla
In the suporting roles Andrés Veramentdi was quite good as Edmondo. Jose M Iruzum
http://seenandheard-international.com/2013/12/37618/
mención especial para el trabajo de Andrés Veramendi.
El público de la Maestranza, siempre generoso en el aplauso, se entusiasmó especialmente con Arteta, Halffter y Veramendi. Gustavo Alonso 
Fecha: 6 de diciembre de 2013 En: Crítica
http://www.larazon.es/detalle_normal/noticias/4656258/un-puccini-sinfonico#.UqUVoZFKsUs
Andrés Veramendi, como el Edmondo, que se mostró muy ambicioso en su papel logrando un conmovedor fraseo dentro del estilo de Puccini acrecentado por un timbre y un color envidiables.
Luis Fco. Gordillo Navarro - 07/12/2013
http://www.docenotas.com/opinion/blogs/el-paraguero-de-satie/ainhoa-arteta-protagoniza-manon-lescaut-en-el-teatro-de-la-maestranza — enTeatro de La Maestranza.
CRITICAS TURANDOT 2015
Función de estreno, el pasado miércoles 22 de abril, generoso el tenor peruano Andrés Veramendi, de voz nítida y muy adecuada por el papel 
EN CATALAN esplèndid el tenor peruà Andrés Veramendi, de veu nítida i molt adequada pel paper
Roger Alier Professor d’Història de la Música i de l’Òpera a la Universitat de Barcelona Crític d’òpera del diari ‘La Vanguàrdia’ de Barcelona.
https://www.facebook.com/RogerAlierFanPage/posts/1057410430939202
Tercera Crítica : Función de ayer 26 de abril de 2015, Poderosísimos y seguros los sobreagudos del tenor Andrés Veramendi en la piel de Calaf, con una prestación completa, consciente del heroísmo arrogante del personaje. Jaume Radigales EN CATALAN : Poderosíssims i segurs els sobreaguts del tenor Andrés Veramendi en la pell de Calaf, amb una prestació completa, conscient de l’heroisme arrogant del personatge
http://dietarioperistic.blogspot.com.es/2015/04/turandot-o-el-gran-repte-assolit.html?m=1
El tenor peruano enmascara bien la emisión y tiene un agudo firme, proyectado y audible en los conjuntos (finales de acto y dúo del tercero). Sin duda es el mejor en su tipología de cuerda que ha pisado Sabadell los últimos años.

EN CATALAN : 
El Calaf d’Andrés Veramendi cerca el vigor i certa efusió amb un fraseig impulsiu, que avança a batzegades posant de relleu l’obstinació del per- sonatge anorreant la malen- colia inherent al personatge. Així s’entén que el «Nessun dorma» resultés urgent i sense l’expansivitat habitual. L’amplitud la dóna més a la veu que a la frase. El tenor peruà emmascara bé l’emis- sió i té un agut ferm, projec- tat i audible en els conjunts (finals d’acte i duo del tercer). Sens dubte és del millor en la seva tipologia de corda que ha trepitjat Sabadell els darrers anys" . ALBERT FERRER FLAMARICH
Visita de M. Caballé i els Pujol, Una gran ovació va rebre l’estrena de Turandot dimecres a La Faràndula, on es repetia ahir i també diumenge abans de sortir de gira. Un sobreesforç de l’AAOS que ja té el seu premi. I que farà història. CARLES CASCÓN
Maribel Ortega, soprano dramática con expresivos recursos y buenos agudos, compuso una estupenda Turandot, y lo propio ocurrió con el tenor peruano Andrés Veramendi, que dio vida a un Calaf vigoroso y cálido.
http://www.elperiodico.com/es/noticias/tele/gesta-titanica-con-turandot-4132718

## Inicios
Empezó sus estudios de Canto Lírico con el maestro peruano, el tenor Luis Alberto Santolalla García, y el maestro cubano Andrés Arriaza. Luego los continúa en el Conservatorio Nacional de Música de Lima bajo la dirección de Andrés Santa María, complementando en clases particulares con Maria Eloisa Aguirre y Manuel Contreras, en Bogotá, Colombia. Le recomendaron conseguir una beca y seguir estudios de canto. En el año 2001 se instala en Madrid, siendo alumno de Ángeles Chamorro y Pedro La Virgen. Desde 2005 trabajó con la maestra Isabel Penagos con quien preparó todas sus obras. Ha trabajado también con repertoristas como Enrique Ricci, Celsa Tamayo y Richard Barker, entre otros .

## Primeras experiencias artísticas: 1995 - 1999
Sus primeras experiencias escénicas son en grupos de zarzuela "El Señorío de La Zarzuela y Zarzuela Fernando Hernández" gracias al apoyo de sus directores Moyo Arévalo y Dora Alegre, en 1997. Debutó a la temprana edad de 18 años en Lima, siendo escogido en una audición por Andrés Arriaza, en la zarzuela Los Gavilanes de Jacinto Guerrero con la compañía lírica Rodrigo Prats, de Holguin, Cuba, (Prolírica) en 1997, con el acompañamiento musical de la Orquesta Nacional de Cuba, bajo la dirección musical del maestro Iván del Prado. Debuta a los 18 años en Lima, en la zarzuela Los Gavilanes de Jacinto Guerrero, en la Temporada Lírica del Teatro Segura de Lima (Perú) - Prolírica 97-99 sustituyendo al tenor principal que no pudo hacer la representación porque contrajo una enfermedad en la víspera del estreno y gracias al director del coro del cual formaba parte, Andrés Arriaza, quien dijo: “Hay un chico del coro que puede hacerlo”, siendo escogido luego de una audición. 
Hizo su debut en ópera en el papel de Dancairo de Carmen de Bizet bajo la dirección escénica de Luigi Alva. Participó en actividades organizadas por la Asociación Prolírica del Perú. Hizo su debut en Ópera en 1999 en el papel de Dancairo de Carmen de Bizet bajo la dirección escénica del maestro Luigi Alva, en la Temporada Lírica de la Asociación Prolírica del Perú en Lima, participando durante ese periodo hasta el año 2001 en distintas óperas y asumiendo roles secundarios en Aída , Lucía de Lamermoor, Rigoletto, Traviata, Turandot, bajo la batuta de los Maestros Marco Tittotto y Pietro Mianitti. Así como en varios recitales a piano de lied y música española en Lima, su ciudad natal, Bogotá, Holguin, Nueva York, Washington, Milán, etc. y oratorios como la Petit Messe Solennele de Rosini bajo la dirección musical de Andrés Santamaria Gonzáles. Igualmente, galas líricas con la Orquesta Sinfónica Nacional del Perú. También participó en el año 2000 en una Antología de la Ópera en el Teatro Colón de Bogotá, con la Orquesta Filarmónica de Bogotá bajo la dirección musical del maestro Juan Carlos Rivas. Participó en ese mismo Teatro debutando en roles protagonistas en las zarzuelas El Huésped del Sevillano y La Leyenda del Beso, en la Temporada de Zarzuela de Jaime Manzur bajo la dirección musical de José Luis Pareja.

## Trayectoria Artística Musical Detallada por Años 2006 - 2010
El 2006 es seleccionado en Roma para participar en el Opera Studio de la Academia Santa Cecilia, bajo la dirección de Renata Scotto (Repertorio), Silvana Vazzoni (Técnica Vocal) y Cesare Scarton (Escena), participando en una gala concierto final en el Auditorio Parco della Musica. El mismo año debutó en el rol de Paco en la ópera La Vida Breve, del compositor español Manuel de Falla, en la Temporada de Conciertos de la OSN 2006, en Lima, Perú.
En el 2007 cantó en el Perú la Novena Sinfonía de Beethoven invitado por la Orquesta Sinfónica Nacional, en la Catedral de Lima, bajo la batuta del maestro suizo Nicolás Rauss. También debuta el rol protagónico de Don José, en la ópera Carmen de Bizet, dirigido por el maestro argentino Enrique Ricci, bajo la dirección escénica del maestro Carlos Fernández de Castro en la Temporada de Ópera 2007 de Lima. 
En 2008 canta el Requiem de Verdi dirigido por Enrique Ricci, en la Temporada de la Orquesta Sinfónica Nacional del Perú. Debuta en el rol de Cavaradossi de la ópera Tosca de Puccini, en la Temporada de Ópera del Teatro Segura de Lima, bajo la dirección escénica de Vivien Hewit y la dirección musical de Enrique Ricci. Participa en el Primer Festival Internacional de Ópera Alejandro Granda en Perú, junto a destacadas figuras como Juan Diego Flórez y Roberto Frontali, en la ópera Rigoletto de Giuseppe Verdi, en el Teatro Municipal del Callao bajo la dirección escénica de Massimo Gasparon y la dirección musical de Michele Mariotti.
El 2009 debutó en Chile con el rol de Alfredo Germont en La Traviata de Verdi, en la Temporada de Ópera 2009 del Teatro Municipal de Santiago bajo la dirección musical de José Luis Domínguez y la escénica del maestro Jean Lois Grinda. Cantó en Perú el mismo papel en la Temporada de Ópera 2009 de Lima en el Teatro Segura bajo la dirección musical del maestro Enrique Ricci y la dirección de escena a cargo de Vivien Hewit. 
En 2010 participó en el Festival Internacional de Ópera Alejandro Granda con Norma de Bellini, al lado de figuras internacionales como Daniela Barcellona y Lucia Aliberti, bajo la dirección musical de Alessandro Vitiello y la escénica de Máximo Gasparon. Debuta en el rol de Pinkerton de Madama Butterfly en el Teatro Municipal Concha Espina de Torrelavega, Cantabria, bajo la batuta de Vasily Vasylenko y la Orquesta y Coro del Teatro de la Ópera Nacional de Donetsk de Ucrania. Interpreta el Jorge de la ópera Marina, en el Teatro Principal de Alicante, bajo la dirección del maestro Joan Iborra. Cantó el mismo papel para los Amigos de la Opera de Alcoy, en el Teatro Calderón de esa ciudad alicantina. Participa en el Teatro Real de Madrid en la ópera Norma de Bellini en la temporada 2010 bajo la batuta del maestro Massimo Zenetti, al lado de figuras de la lírica como Sonia Ganassi, Violeta Urmana, Carlo Colombara. Así mismo canta el rol de Pinkerton en Madama Butterfly en el Festival de Música de Marbella bajo la batuta de Vasily Vasylenko y con la Orquesta y Coro del Teatro de la Ópera Nacional de Donetsk de Ucrania. En la Temporada de Ópera de Lima 2010 canta el rol de Turiddu de la ópera Caballería Rusticana en el Teatro Municipal de Lima bajo la dirección musical de Enrique Ricci y la dirección de escena de Carlos Palacio. Participa en el concierto Lírico Popular para Sembrando , junto a Tania Libertad y Francesco Petrozzi, acompañados de la Orquesta Sinfónica Nacional del Perú y la dirección del maestro Martin Wegents